# TwinBee RPG
TwinBee RPG (ツインビーRPG TsuinBī RPG?, nombre completo que aparece en la caja: TwinBee Role Playing Game) es un videojuego para PlayStation, inédito fuera de Japón, desarrollado y publicado por Konami en 1998. Se trata de un sencillo videojuego de rol con gráficos 3D que constituye un spin-off de la serie de videojuegos de matamarcianos TwinBee, siendo la undécima entrega de dicha saga. TwinBee RPG presenta una trama basada en la serie de radio dramas TwinBee Paradise.

## Sistema de juego
El jugador controla a un nuevo protagonista que es convocado a la isla Donburi para servir como piloto temporal de TwinBee mientras busca a Light, el piloto habitual de la nave, que desapareció misteriosamente. Aunque la serie TwinBee ya había tenido entregas previas que no eran Matamarcianos, como Pop'n TwinBee: Rainbow Bell Adventures y TwinBee Taisen Puzzle-Dama, TwinBee RPG contaba con un equipo de desarrollo e ilustrador completamente diferentes. Konami creó TwinBee RPG principalmente para satisfacer a los fanes de la serie de anime y radio TwinBee Paradise que no fuesen buenos con el género matamarcianos. Aunque Konami esperaba usar la popularidad del reparto de voces del anime y el radio drama para promocionar el juego, las ventas no fueron suficientes para cubrir los costes de producción y el título se convirtió en el último juego de la serie TwinBee (excluyendo posteriores conversiones y aplicaciones para móvil). Aunque TwinBee RPG es básicamente un juego de rol de consola, incluye un sistema al estilo de los videojuegos de citas similar a la serie Tokimeki Memorial, también de Konami, en la que el protagonista buscaba ganarse el favor de distintas chicas y conseguía diferentes finales dependiendo de a qué chica impresionase más.
Los puntos de experiencia obtenidos a partir de derrotar a los enemigos se adquieren a una tasa fija (160 puntos de pequeños enemigos alevines y 600 de los jefes), que luego se sube o baja dependiendo de las diferencias de nivel entre aliados y personajes enemigos (que los miembros más débiles de la del jugador partido se le da más puntos de experiencia de la derrota de un mismo grupo de enemigos). Por otra parte, el miembro del partido que da el golpe final a un enemigo recibe puntos extras de experiencia. Independientemente del nivel actual, cada miembro del grupo debe adquirir alrededor de 5.000 puntos de experiencia para subir de nivel (aunque TwinBee no se limita a este límite en el comienzo de la historia). Además de combatir, el jugador también puede ganar experiencia por hacer favores a una variedad de gente del pueblo en las aldeas. Dinero (llamado "es" en este juego) se redujo en enemigo tienden a ser muy pocos, en lugar del jugador adquirió ganancias por la venta de frutas y objetos dejados por los enemigos derrotados. Los frutos que se pueden encontrar incluyen (al menos de valor para más valioso), las satsumas, las manzanas, uvas, cerezas y duraznos. 
Aunque el juego cuenta con voces en off completo, el nombre del protagonista nunca se menciona en ninguno de los diálogos.

## Personajes
- Light y Twinbee
- Pastel y Winbee
- Mint y Gwinbee
- Dr. Cinnamon
- Dr. Warumon
- Zakobee
- Queen Melora
- Madoka
- Seed
- Salyute
- Sra. Apple
- Molte
- Vielen
- Enfermera Peach
- Greed

## Versiones
- PlayStation (1998). Reeditado en 1999 dentro de la línea The Best y en 2003 dentro de la línea PSone Books.